# Абдул Хафиз Махмуд аль-Зулайтини
Доктор Абдул Хафиз Махмуд аль-Зулайтини (араб. عبد الحفيظ الزليطني‎) — ливийский политик, до гражданской войны работал заместителем председателя Высшего народного комитета Ливии (вице-премьер).

## Биография
В конце 2001 года Зулайтини принял от Ахмада Абделя Карима Ахмада пост председателя Национальной нефтяной компании Ливии, что сделало его главным человеком в ливийских нефтяных делах. Официально на этот пост Зулайтини был назначен в январе 2002 года, ему поручили ещё и привлечение иностранных инвестиции в ливийскую нефтедобычу.
В январе 2007 года Всеобщий народный конгресс Ливии (парламент) утвердил новый состав Высшего народного комитета Ливии во главе с Багдади Махмуди, пост заместителя главы кабинета получил Зулайтини.

## Прочее
Зулайтини являлся заместителем председателя Ливийской инвестиционной корпорации (ЛИК), которая была создана в 2007 году как холдинговая компания с мандатом на управление государственными предприятиями, такими, как «Фонд для Африки» и «Фонд экономического и социального развития». Другие члены совета — секретарь по планированию Тахир аль-Джухайми, министр финансов Мухаммад Али аль-Хуваи и Фархат Бен-Дара, который является главой Центробанка Ливии. Президентом ЛИК и её главным исполнительным директором является Мухаммад Лайяс, который ранее возглавлял Ливийский арабский иностранный банк(LAFB)..
Зулайтини являлся председателем банка «Аль-Масраф» из ОАЭ.